# Stazione di Acqua Acetosa (Roma)
La stazione di Acqua Acetosa è una stazione ferroviaria posta sulla linea Roma-Civita Castellana-Viterbo nel quartiere Parioli, a Roma.
Dal 1º luglio 2022 è gestita da ASTRAL.
Si trova sulla tratta urbana della ferrovia e vi fermano sia i convogli urbani che quelli suburbani e regionali.

## Storia
La stazione venne attivata il 28 ottobre 1932 come parte della tratta da Roma a Civita Castellana, prendendo il nome dalla sorgente dell'Acqua Acetosa e dall'omonima fontana.

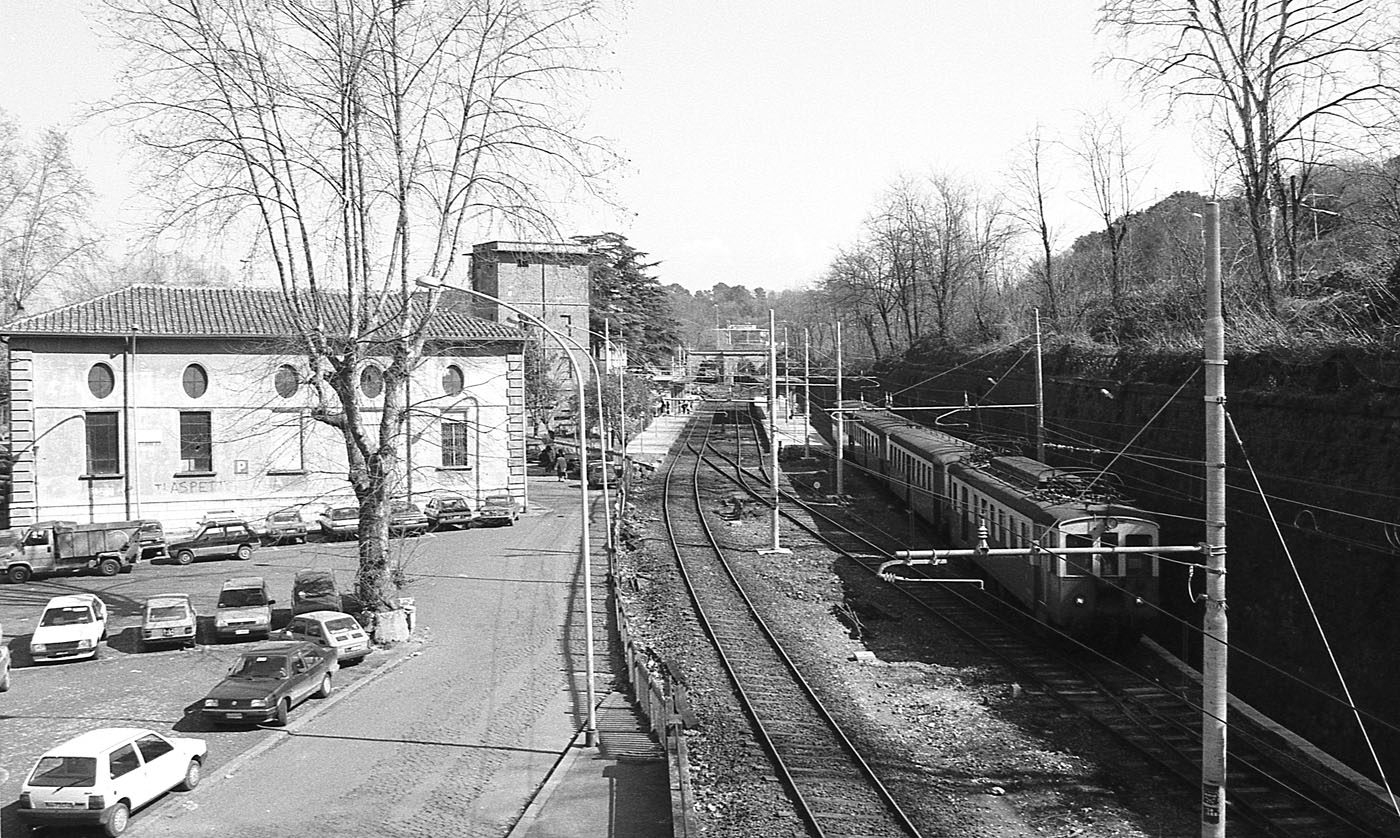
La stazione Acqua Acetosa nel 1993

La stazione venne ristrutturata tra il 2008 e il 2009 con l'innalzamento del livello delle banchine.

## Strutture e impianti
Si tratta della prima stazione della ferrovia in superficie ed è dotata di fabbricato viaggiatori, che si affaccia su piazzale della Stazione dell'Acqua Acetosa, e di tre binari, di cui uno di ricovero, cui si aggiungono ulteriori cinque binari a servizio dell'adiacente officina.

## Movimento
La stazione è servita dai collegamenti ferroviari svolti da Cotral nell'ambito del contratto di servizio con la regione Lazio.
Presso la stazione effettuano fermata sia i convogli della tratta urbana tra Piazzale Flaminio e Montebello che i convogli suburbani per Sant'Oreste e regionali per Catalano.

## Servizi
La stazione dispone di:
- Biglietteria automatica

## Interscambi
- Fermata autobus

## Nel cinema
La stazione è stata utilizzata come location per svariati film di produzione italiana, tra i quali:
- Roma a Mano Armata (1976)
- Fantozzi Contro Tutti(1980)
- Il Muro di Gomma (1991)